# 北里 (相模原市)
北里（きたざと）は、神奈川県相模原市南区の町名。現行行政地名は北里一丁目および二丁目。一丁目は麻溝地区、二丁目は相模台地区に属する。住居表示実施済区域。

## 地理
南区のやや北寄りに位置し、北側には相模原ゴルフクラブに接する形になる。北里は1丁目（北緯35度32分26秒 東経139度23分37秒 / 北緯35.54056度 東経139.39361度）と2丁目（北緯35度32分19秒 東経139度24分0秒 / 北緯35.53861度 東経139.40000度）が存在するが、その内の2丁目の一部は飛び地のように離れており、相模原ゴルフクラブの一部に挟まれるような所に位置する（北緯35度32分21秒 東経139度24分17秒 / 北緯35.53917度 東経139.40472度）。西は下溝、南は麻溝台、北と東は大野台とそれぞれ接する。

## 歴史
1979年7月1日に北里を設置。北里（きたさと）大学相模原キャンパスがあることにちなむ。設置実施前までは麻溝台や下溝の各一部だった（南区の地域も参照）。

## 世帯数と人口
2020年（令和2年）10月1日現在（国勢調査）の世帯数と人口（総務省調べ）は以下の通りである。
| 丁目       | 世帯数  | 人口    |
| ---------- | ------- | ------- |
| 北里一丁目 | 262世帯 | 437人   |
| 北里二丁目 | 469世帯 | 665人   |
| 計         | 731世帯 | 1,102人 |

### 人口の変遷
国勢調査による人口の推移。
| 年                 | 人口  |
| ------------------ | ----- |
| 1995年（平成7年）  | 1,248 |
| 2000年（平成12年） | 1,268 |
| 2005年（平成17年） | 1,237 |
| 2010年（平成22年） | 1,204 |
| 2015年（平成27年） | 1,102 |
| 2020年（令和2年）  | 1,102 |

### 世帯数の変遷
国勢調査による世帯数の推移。
| 年                 | 世帯数 |
| ------------------ | ------ |
| 1995年（平成7年）  | 650    |
| 2000年（平成12年） | 788    |
| 2005年（平成17年） | 781    |
| 2010年（平成22年） | 766    |
| 2015年（平成27年） | 767    |
| 2020年（令和2年）  | 731    |

## 学区
市立小・中学校に通う場合、学区は以下の通りとなる（2018年2月時点）
| 丁目       | 番地    | 小学校               | 中学校                 |
| ---------- | ------- | -------------------- | ---------------------- |
| 北里一丁目 | 1～14番 | 相模原市立麻溝小学校 | 相模原市立相陽中学校   |
| 北里一丁目 | 15番    | 相模原市立双葉小学校 | 相模原市立麻溝台中学校 |
| 北里二丁目 | 全域    | 相模原市立双葉小学校 | 相模原市立麻溝台中学校 |

## 事業所
2021年（令和3年）現在の経済センサス調査による事業所数と従業員数は以下の通りである。
| 丁目       | 事業所数 | 従業員数 |
| ---------- | -------- | -------- |
| 北里一丁目 | 33事業所 | 4,474人  |
| 北里二丁目 | 22事業所 | 500人    |
| 計         | 55事業所 | 4,974人  |

### 事業者数の変遷
経済センサスによる事業所数の推移。
| 年                 | 事業者数 |
| ------------------ | -------- |
| 2016年（平成28年） | 67       |
| 2021年（令和3年）  | 55       |

### 従業員数の変遷
経済センサスによる従業員数の推移。
| 年                 | 従業員数 |
| ------------------ | -------- |
| 2016年（平成28年） | 5,018    |
| 2021年（令和3年）  | 4,974    |

## 交通

### 路線バス
- 神奈川中央交通（神奈中バス）
  - 北里1丁目内の北里大学病院・北里大学を発着または経由し北里通りを廻りながら、小田急小田原線の駅である相模大野駅や小田急相模原駅や相武台前駅、JR横浜線の駅である相模原駅や古淵駅、またJR相模線の駅である原当麻駅や上溝駅などの各方面へ行く当バスの相模原営業所のバスが乗り入れている。但し前述のように北里通り沿いは混雑する時間帯が多いため、当バスにおいても遅れるケースが多い。

### 道路
- 神奈川県道・東京都道52号相模原町田線（北里通り）
  - 北里（飛び地である2丁目の一部を含む）の南側にその北里通りが、南隣の麻溝台との境に沿うように東西に直進に延びている。この区間については、近くを縦断する国道16号や神奈川県道507号相武台相模原線などの幹線道路から乗り入れる車や、町内に存在する北里大学などの通学目的の関係も含めて、朝夕のラッシュ時間帯を中心に車の交通量は混雑する場合が多い。

## 施設
教育
- 高等学校
  - 神奈川県立麻溝台高等学校
- 大学
  - 北里大学 相模原キャンパス

病院
- 北里大学病院

郵便局
- 相模原北里郵便局

商業
- 有隣堂 医学書センター 北里大学病院店

## その他

### 日本郵便
- 郵便番号 : 252-0329[3]（集配局 : 座間郵便局[15]）。